# Formica lucida
Formica lucida är en myrart som beskrevs av Christoph Gottfried Andreas Giebel 1856. Formica lucida ingår i släktet Formica och familjen myror. Inga underarter finns listade i Catalogue of Life.